# Juraj Lončarević
Juraj Lončarević (Srijemska Mitrovica, 3. ožujka 1930. – Zagreb, 1998.) je bio hrvatski kritičar, esejist, putopisac, povjesničar i istraživač hrvatske narodne baštine. Po struci je bio srednjoškolski profesor, a radio je i u pedagoškim i odgojiteljskim ustanovama.

## Životopis
Rodio se 1930. u Srijemskoj Mitrovici. U rodnom gradu je završio osnovnu školu, a u istom gradu je pohađao realnu gimnaziju. Nakon 5. razreda je bio isključen iz svih škola u Kraljevini Jugoslaviji za sva vremena, jer je pripadao tajnoj mladeškoj proturežimskoj organizaciji. Ipak, potajno je 6. razred završio u Zagrebu, a nakon što je bio amnestiran, preostale razrede je završio u Zagrebu neskriveno, normalnim putem. Studirao je hrvatski jezik i književnost s ruskim jezikom na Filozofskom fakultetu u Zagrebu. Zaposlio se u đakovačkoj gimnaziji 1954., a potom je 1955./56. radio u Subotici u ijekavskim odjelima Ekonomske škole. Ti ijekavski odjeli su zapravo bili hrvatski odjeli, a ta školska godina je bila posljednja u kojoj se takav program održavao. Nakon toga se vraća u Zagreb gdje godinu dana radi kao knjižničar u JAZU, a nakon povratka iz vojske je radio u Omladinskom muškom prihvatilištu te kasnije u posebnim pedagoškim ustanovama, a od 1969. do 1972. je radio u Centru za dopisno obrazovanje. Od 1969. je članom Društva hrvatskih književnika.
1970-ih je, kao dio progona proljećara, bio u Subotici osuđen na zatvorsku kaznu, kao i drugi ugledni Hrvati iz Bačke i Srijema kao što su Ante Sekulić, Matija Poljaković, Grgo Bačlija i Jakov Kopilović. Robijao je od 1972. do 1973., a do 1975. nije mogao naći posao. Posao je uspio naći u zagrebačkom Zavodu za kulturu, a dobio ga je ponajviše zahvaljujući tadašnjoj direktorici prof. Lili Antonijević, koja je, prema Lončarevićevom svjedočenju, "imala hrabrosti uposliti ga unatoč kampanji koju su vlasti tada već proti njoj počele". U Zavodu je radio kao profesor do 1990., kada se privremeno umirovio.
Tematski se najviše bavio Hrvatima s istoka Hrvatske i susjednih panonskih područja izvan Hrvatske (Srijemu, Mađarskoj).
1980-ih je istraživao Hrvate u okolici Körmenda (sela Hrastinu i Hrvatsku Nadalju)
Idejni je začetnik utemeljenja Društva pisaca "August Šenoa" u Zagrebu (današnja istoimena Udruga umjetnika), kasnije utemeljenog 23. siječnja 1989.

## Djela
- Leksikon srijemskih pisaca (zajedno s Branom Crlenjakom, Dubravkom Horvatićem i Matom Borovićem)
- Moja Mitrovica : prilog hrvatstvu Srijema , 1997.
- Hrvatske vojne postrojbe u Srijemu tijekom drugog svjetskog rata , 1996.
- Srijemska kalvarija Hrvata (zajedno sa Zlatom Gvozdić-Filjak), 1995.
- Baranja : vjekovna hrvatska pokrajina , 1994.
- Hrvati u Mađarskoj i Trianonski ugovor , 1993.
- Majka Božja Kamenita , 1993.
- Slučaj publicista, urednika listova, književnika i znanstvenika Tiasa Mortigjije (1912. – 1947.), 1993.
- Slučaj Tome Jančikovića (1899-1951.), 1992.
- Hrvati u Srijemu , 1990.
- Pravi Merz nadohvat ruke (zajedno s Vitom Ciprišem), 1988.
- Unatoč svemu ostati vedar, 1984.[4]
- Kutjevo : mala monografija Župe Kutjevo i okolice , 1981.
- Hrvatski književnik iz "Bajskog trokuta" – Ante Karagić, 1980.
- Dnevnik odgojitelja , 1971.
- Kulturne ustanove i kulturna tradicija Hrvata u Mađarskoj, 1971.
- Knjiga za koju bi bilo bolje da je nema : Alba Kuntić, "Počeci borbe za preporod bačkih Bunjevaca" , 1970.
- Kultura Hrvata u Mitrovici - Šokački i bunjevački književni portreti , 1969.
- Dr. Josip Andrić : 1894-1967 , 1969.
- Našem jubilarcu Jakovu Kopiloviću, 1968.
- Srijem u hrvatskoj književnosti, 1967.

Bio je urednikom izdanja:
- Bistrička spomenica u slici i riječi , 1995.
- Ivan Đudajek : život i slikarsko djelo , 1995.
- Hrvatska Kostajnica i Zrin : stradanja hrvatskoga naroda u Pounju i razaranje njegove kulturno povijesne baštine , 1992.
- Marija Bistrica : hodočasnički i župni vodič , 1987.

Uređivao je Zrin, časopis za povijesna, kulturna i gospodarska pitanja Hrvatskog Pounja.
Velik broj svojih radova je objavio u franjevačkoj reviji Veritas, hrvatskoj književnoj reviji Marulić i Glasu Koncila, ali i u Crkvi u svijetu, Subotičkoj Danici, Kolu, gradišćanskim Hrvatskim novinama, Blagovijesti, Veritasu, Večernjem listu i Obnovljenom životu.

## Vanjske poveznice
- Hrvatska matica iseljenika  Arhivirana inačica izvorne stranice od 10. lipnja 2007. (Wayback Machine) Predstavljanje knjige Đure Vidmarovića: "Bio-bibliografija" Juraj Lončarević
- Kolo  Arhivirana inačica izvorne stranice od 23. prosinca 2008. (Wayback Machine) Kulturni (neo)monumentalizam
- Radio Subotica  Arhivirana inačica izvorne stranice od 9. ožujka 2016. (Wayback Machine) S predstavljanja V. sveska Leksikona podunavskih Hrvata, 12. studenog 2006.